# غيرموند براتن
غيرموند براتن (بالنرويجية البوكمول: Gjermund Bråten)‏ هو متزلج على الثلوج نرويجي، ولد في 23 أكتوبر 1990 في درامن في النرويج.

## وصلات خارجية
- الموقع الرسمي
- غيرموند براتن على موقع الاتحاد الدولي للتزلج (ركوب لوح الثلج) (الإنجليزية)
- غيرموند براتن على موقع اللجنة الأولمبية الدولية (الإنجليزية)
- غيرموند براتن على موقع أوليمبيديا (الإنجليزية)